# Minicia gomerae
Minicia gomerae là một loài nhện trong họ Linyphiidae.
Loài này thuộc chi Minicia. Minicia gomerae được Joachim Schmidt miêu tả năm 1975.